# Lhotka (Praag)

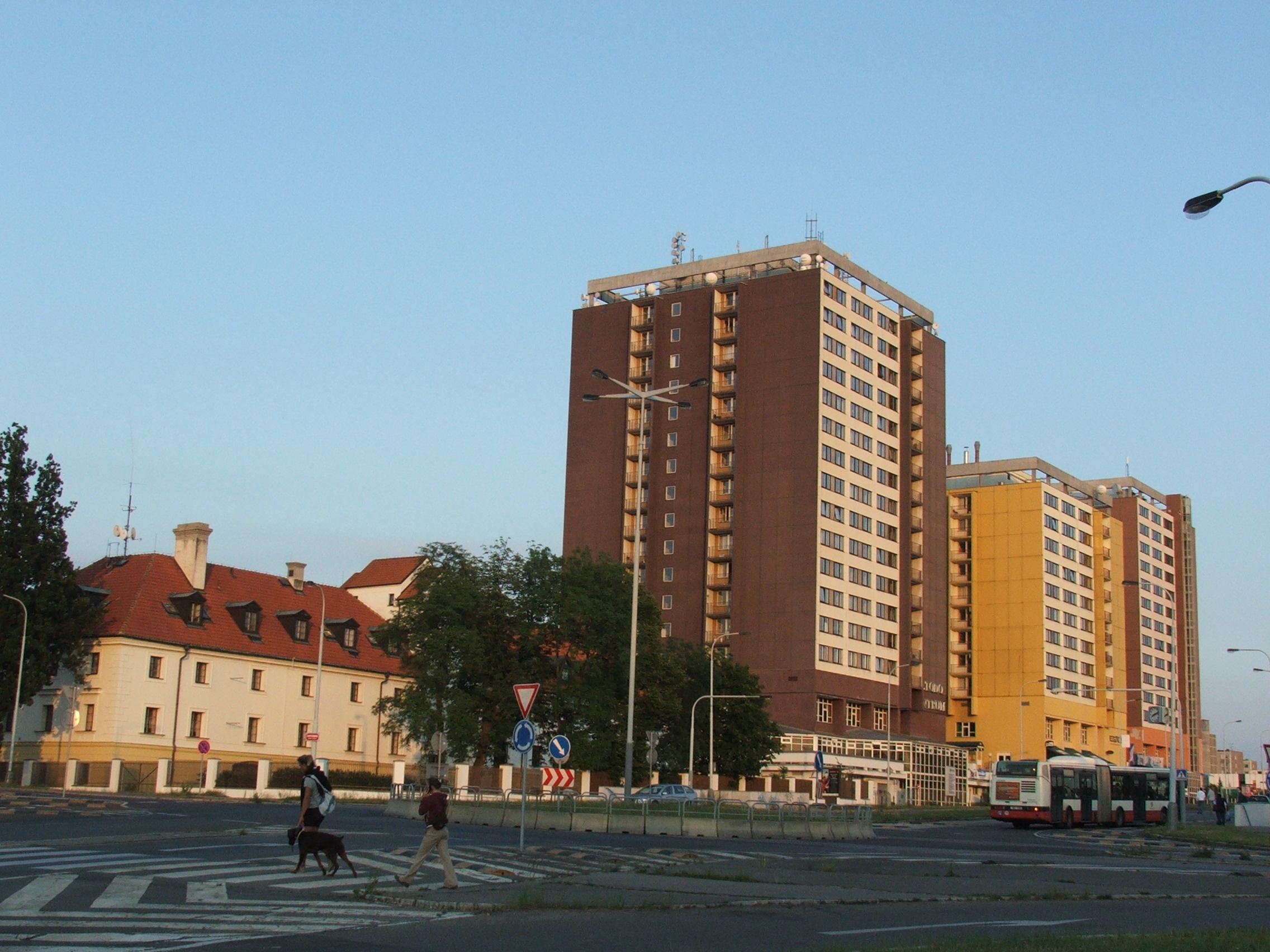
Flats in Lhotka

Lhotka is een wijk van de Tsjechische hoofdstad Praag. Het is sinds het jaar 1922 onderdeel van de gemeente Praag, en tegenwoordig een gedeelte van het gemeentelijk district Praag 4. Lhotka heeft 6.069 inwoners (2006).